# Куцура
Куцура (русин. Кoцур, мађ. Kuczora) је село у општини Врбас. То је унутрашње панонско насеље на лесној тераси, збијеног типа. Кроз Куцуру протиче канал Дунав-Тиса-Дунав. Према попису становништва из 2022. године, у Куцури живи 3952 становника.
Географски најближи већи градови су Врбас (8 km), Нови Сад (42 km), Суботица (83 km) и Београд (126 km).
У Куцури се налазе три цркве — гркокатоличка, православна и римокатоличка црква. Гркокатоличка црква, посвећена Успењу пресвете Богородице, је најстарија црква у Куцури, изграђена 1791. године. Православна црква је посвећена, такође Успењу пресвете Богородице, а римокатоличка црква је посвећена Свим светим, основана 1811. године.
Куцура, поред месне заједнице и месне канцеларије има и пошту, једну основну школу — основна школа „Братство јединство“, предшколску установу „Бошко Буха“ — одељење „Грлица“, манастир часних сестара, Народну библиотеку „Данило Киш“, етно клуб, Дом културе, амбуланту, геронтолошки центар, ветеринарску службу и фудбалски стадион.
2013. године се у Куцури прославила 250. годишњица од досељења Русина у Куцуру.

## Географске одлике
Куцура се налази на 81 метру надморске висине, и то на координатама 44° 09′ 08" северно и 21° 04′ 32" источно. Налази се на око 126 километара северозападно од Београда, 42 километара северозападно од Новог Сада, а око 83.5 километара јужно од Суботице. Кроз Куцуру протиче канал Дунав-Тиса-Дунав.

## Назив
О добијању назива Куцуре постоје две легенде. По народној легенди, у овом месту је живело много лепих девојака, које су већином биле ћерке рибара. Када су момке, који су из оближњих места долазили да их посете, питали „Где идете?“, одговарали су „Код цура“. Тај одговор „Ко(д) цура“ је гласовном променом временом прешао у српски назив Куцура, а русински назив места — Коцур.
По другој легенди, назив места долази од речи ' (срп. Куцура) на Хорњици — горњем делу, одакле су се доселили Русини, који представљају најбројнији народ у том месту.

## Канал Дунав-Тиса-Дунав
У Куцури се налази једна од 23 уставе хидросистема Дунав-Тиса-Дунав, јединствене каналске мреже дугачке (са природним и делимично реконструисаним водотоцима) 960 километара. Она повезује токове река Дунава и Тисе кроз Војводину и пролази кроз 80 војвођанских насеља. У саставу хидрочвора, са уставом је постављена и нова преводница, чија је улога да преводи бродове са једног на други ниво воде.

## Историја
Прво помињање Куцуре у литератури је забележено у акту из 1543. године Архиепископије у Калочи, када се о Куцури говори као о недовољно великом месту да би плаћало порез. Касније је у турским тефтерима за Бачку нахију из 1590. године Куцура поменута као место у коме има 18 кућа чији власници имају обавезу плаћања пореза.
После протеривања Турака из Војводине Бачка, Срем и Банат су биле ретко насељене области и Дворска комора под уредом Аустроугарске монархије је у ове крајеве доводила колонисте Немце, Русине и Словаке. Немци су долазили из Немачког царства, а Русини и Словаци су се само премештали унутар монархије. По попису православних парохија 1733. године у Куцури има 65 српских домова и три православна свештеника: Стефан Миладиновић, Аврам Гајновић и Кузман Георгијевић.
Пошто је Комора била задовољна Русинима који су прво били насељени у Руски Крстур, она је упутила Петра Киша из Крстура у северне крајеве тадашње Аустроугарске, у жупаније Боршод, Абауј, Земплин, Саболч и друге, да тамо заврбује Русине који би се доселили за село Куцуру. 15. маја 1763. године, коморски администратор Редл је Петру Кишу издао патент којим му је поверено да из северних делова Угарске доведе око 150 русинских породица уз услове: да сви буду подложници liberae migrationis (сељаци који су се, након измирења обавеза, могли слободно пресељавати), да буду русинске народности и гркокатоличке вероисповести, способни за пољске радове у корист државног добра. Обећано им је да ће у Куцури добити простор за куће, али одвојено од других житеља, како би могли вршити своје гркокатоличко богослужење, да ће добити довољно земље и пустару Стуб, а подлегаће истим обавезама као и други поданици. У условима је било и да Русини морају сами себи да саграде куће по упутству коморског спахилука од набоја или од цигли, а да ће поред земљишта, насељеници добити и право на полугодишње точење (крчму), као и две године ослобођења од спахијских и јавних дажбина, односно пореза. Исте године, 1763, у Куцуру је дошла 41 породица, а две године касније, Комора је довела још 42 породице из североисточних угарских жупанија. Записи у црквеним књигама у Мучоњу, у Мађарској, потврђују да је велики број Русина гркокатолика, који су имали право слободне селидбе, из те парохије.
Прва пошта
Куцура је добила своју пошту 1. јуна 1866. године. Зграда поште је била у центру, у такозваној "Сеоској кући". Након неколико година добили су и Морзеов телеграф и индукторску централу. После Другог светског рата пошта је пресељена на место млекаре и 1972. на данашње место. Те године је извршена аутоматизација телеграфско-телефонског саобраћаја. 1999. године постављена је централа са 1600 телефонских прикључака. Данас је велики део телефонских услуга заменио интернет и бежична технологија.

## Значајније манифестације у Куцури

### Куцурска жетва
Куцурска жетва је дугорочна куцурска манифестација која се организује сваке године почев од 1979, углавном у летњим месецима за време жетве, и садржи богат културно-уметнички програм. Управо по тој манифестацији, културно-уметничко друштво у Куцури носи истоимени назив, КУД „Жетва“.

### Акција младих „Пружи и ти своју руку“
Акција младих „Пружи и ти своју руку“ која промовише мултикултуралност, интеррелигиозност и толеранцију, годишња манифестација коју организује Куцурско удружење младих. Већ прва иницијатива је проглашена за најбољу локалну омладинску акцију у Србији у 2011. години. Траје пар дана, окупља пар стотина младих волонтера из целе Србије са циљем помоћи старијим људима у домаћинствима и уређењу села.

### Куцурски клип
„Куцурски клип“ је међународни фестивал хумора и сатире, под организацијом ДОКа.

### Фијакеријада
„Фијакеријада“ у Куцури је релативно нова локална манифестација која је први пут одржана 2011. године. Фијакеријада је такмичарског карактера, тридесетак запрежних кола се надмета у вожњи двопрега и четворопрега, а у програму су уврштене и друге активности, попут наступа мажореткиња.

### Костелникова јесен
Костелникова јесен је културно-уметничка манифестација Русина, која се организује у местима по Војводини, укључујући и Куцуру.

## Улице
Према мапи из 1783. године, Куцуру су сачињавале улице: Велика улица, Велики шор, Врбовац и Нови шор. Данас у Куцури постоје следеће улице:
- Маршала Тита (Велики шор)
- Нови шор
- Иве Лоле Рибара
- Исе Секицког
- Габра Костелника
- Мученика Папуге
- Ђуре Биљње
- Гаврила Принципа
- Петефи Шандора
- Партизанска
- Ослобођења
- Нова I, II, III, IV
- Владе Чордаша
- Владимира Назора
- Жарка Зрењанина
- Млинска
- Војвођанска
- Словачка

## Пројекти
Протеклих година је како у селу, тако и у околини, био сталан проблем загађење пијаће воде из славине. Управо због тога у мају 2006. године је у центру града изграђена Јавна чесма прочишћене пијаће воде по технологији др Мирослава Кукички.
У јуну 2012. године су на центру испред школе постављена два лежећа полицајца.

## Значајни Куцурани
У Куцури су се родили писци као што су Јанко Фејса, Оскар Кочиш, Серафина Макаји, Серафина Међеши, Силвестер Макаји и Владимир Сабо Дајко, који су сви стварали већином на русинском језику. Такође, родом из Куцуре су и познати професори русинског језика — др Михајло Фејса и Хавријил Нађ, као и теолог Јаков Кулич.
Успешан афирмисани фудбалер Љубомир Фејса, као и фудбалерка Мирела Тенков, су се, такође, родили и одрасли у Куцури.

## Демографија
| Етнички састав према попису из 2002.‍ | Етнички састав према попису из 2002.‍ | Етнички састав према попису из 2002.‍ | Етнички састав према попису из 2002.‍ | Етнички састав према попису из 2002.‍ |
| ------------------------------------ | ------------------------------------ | ------------------------------------ | ------------------------------------ | ------------------------------------ |
|                                      |                                      |                                      |                                      |                                      |
| Русини                               | Русини                               |                                      | 2.200                                | 47,17%                               |
| Срби                                 | Срби                                 |                                      | 1.808                                | 38,77%                               |
| Мађари                               | Мађари                               |                                      | 352                                  | 7,54%                                |
| Црногорци                            | Црногорци                            |                                      | 90                                   | 1,93%                                |
| Украјинци                            | Украјинци                            |                                      | 49                                   | 1,05%                                |
| Хрвати                               | Хрвати                               |                                      | 44                                   | 0,94%                                |
| Словаци                              | Словаци                              |                                      | 16                                   | 0,34%                                |
| Муслимани                            | Муслимани                            |                                      | 15                                   | 0,32%                                |
| Роми                                 | Роми                                 |                                      | 12                                   | 0,25%                                |
| Македонци                            | Македонци                            |                                      | 11                                   | 0,23%                                |
| Немци                                | Немци                                |                                      | 4                                    | 0,08%                                |
| Словенци                             | Словенци                             |                                      | 3                                    | 0,06%                                |
| Руси                                 | Руси                                 |                                      | 2                                    | 0,04%                                |
| Буњевци                              | Буњевци                              |                                      | 1                                    | 0,02%                                |
| непознато                            | непознато                            |                                      | 36                                   | 0,77%                                |

У Куцури, према попису из 2011. године, живи 4.323 становника, од тога пунолетних 3.427, а просечна старост становништва износи 39.8 година. У насељу има 1506 домаћинства, а просечан број чланова по домаћинству је 2,88.
Према попису из 2002. живело је 3.587 пунолетних становника, а просечна старост становништва је износила 38,3 година (36,6 код мушкараца и 40,0 код жена). У насељу је било 1623 домаћинства, а просечан број чланова по домаћинству је 2,86.
На попису српских села из Бачке из 1733. године, који је саставио Исидор Србоградски налази се и село Куцура. Према том списку, у Куцури је било 65 кућа и 3 свештеника (Стеван Миладиновић, Аврам Гајновић, Кузма Георгијевић).
Попис становника Куцуре крајем 1764. године прављен је посебно за српско, а посебно за русинско становништво. Попис за српско становништво је потписао један кнез, са својим сведоком, а попис за русинско становништво је потписао други кнез, такође са својим сведоком. У Куцури је било 66 русинских кућа, и то 386 Русина у 88 породица, а 57 српских кућа, 391 Србин у 95 породица.
Следеће, 1765. године урађен је јединствени попис житеља. Према овом попису у селу има 855 житеља, 494 Русина и 361 Србин. Они су живели у 144 куће. Коморски провизор у Кули, Стефан Несмер, у свом извештају од 11. априла 1765. године говори да постоје два учитеља за две вероисповести у Куцури. Српски учитељ је био Стеван Бранисављевић, а русински је вероватно био брат свештеника Осифа Кирде.
Под притиском Коморе, у почетку појединачно, а касније и колективно, вршено је исељавање Срба из Куцуре, и то највише у Обровац и Шове (данас Равно Село). Када су Срби напустили Куцуру, она је постала искључиво русинско насеље. Крајем XVIII и почетком 19. века, из разних крајева Аустроугарске досељавају се Немци и Мађари. У записима се помињу подаци да је за мађарску децу већ 1800. године примљен учитељ и да 1805. године у Куцури живи 31 немачка породица. Већина куцурских Немаца је дошла 1803. године из Пештанске жупаније, из места Харта и Вадкерт, и из околних места (Торже/Савиног Села, Врбаса и Секића/Ловћенца). Према попису из 1857. године у Куцури живи 4.165 становника, од тога 2.469 Русина, 1.024 Немца, 578 Мађара и 74 осталих.
Становништво Куцуре је имало доста велики природни прираштај. Број становника се, међутим, кретао у поменутим размерама због поплава, лоше воде и ваздуха, као болести свих врста, од којих су посебно биле опасне три куцурске колере (1831, 1848—1849. и 1873). Наталитет је код Немаца био најмањи. Период од 90их година 19. века до Другог светског рата карактерише исељавање становништва у САД, Канаду, али и у Срем и Славонију.
Пред крај Другог светског рата, Немци се скоро у потпуности исељавају из Куцуре. У околностима послератног живљења покренуто је питање колонизације Војводине. Прва група колониста од 4 породице је дошла из Црне Горе у октобру 1945. године, друга група коју је сачињавала 21 породица из Македоније и Косова у априлу 1946. и трећа од 150 породица из Босне и Херцеговине из подручја Босанске Крупе у мају 1946. године. Док је већина породица дошла возом, поједине породице су и дошле својим запрежним колима. До краја колонизације у Куцуру су се населиле укупно 173 породице, односно 959 становника. Свака је породица добила кућу, земљу и нешто стоке.

### Графикони
|  |

| Демографија | Демографија | Демографија |
| Година      | Становника  | Становника  |
| ----------- | ----------- | ----------- |
| 1948.       | 4.731       |             |
| 1953.       | 4.783       |             |
| 1961.       | 4.881       |             |
| 1971.       | 4.655       |             |
| 1981.       | 4.687       |             |
| 1991.       | 4.713       | 4.604       |
| 2002.       | 4.663       | 4.750       |
| 2011.       | 4.348       |             |

| Година пописа     | 1948. | 1953. | 1961. | 1971. | 1981. | 1991. | 2002. |
| ----------------- | ----- | ----- | ----- | ----- | ----- | ----- | ----- |
| Број домаћинстава | 1.332 | 1.442 | 1.614 | 1.513 | 1.510 | 1.581 | 1.623 |

| Број чланова      | 1   | 2   | 3   | 4   | 5   | 6  | 7 | 8 | 9 | 10 и више | Просек |
| ----------------- | --- | --- | --- | --- | --- | -- | - | - | - | --------- | ------ |
| Број домаћинстава | 340 | 420 | 282 | 371 | 141 | 57 | 9 | 2 | 0 | 1         | 2,86   |

| Пол    | Укупно | Неожењен/Неудата | Ожењен/Удата | Удовац/Удовица | Разведен/Разведена | Непознато |
| ------ | ------ | ---------------- | ------------ | -------------- | ------------------ | --------- |
| Мушки  | 1.865  | 579              | 1.136        | 89             | 60                 | 1         |
| Женски | 1.913  | 320              | 1.148        | 385            | 60                 | 0         |
| УКУПНО | 3.778  | 899              | 2.284        | 474            | 120                | 1         |

| Пол    | Укупно                    | Пољопривреда, лов и шумарство | Рибарство                            | Вађење руде и камена | Прерађивачка индустрија       |
| ------ | ------------------------- | ----------------------------- | ------------------------------------ | -------------------- | ----------------------------- |
| Мушки  | 984                       | 225                           | 0                                    | 1                    | 403                           |
| Женски | 521                       | 129                           | 0                                    | 0                    | 169                           |
| УКУПНО | 1.505                     | 354                           | 0                                    | 1                    | 572                           |
| Пол    | Производња и снабдевање   | Грађевинарство                | Трговина                             | Хотели и ресторани   | Саобраћај, складиштење и везе |
| Мушки  | 23                        | 68                            | 103                                  | 7                    | 39                            |
| Женски | 4                         | 4                             | 67                                   | 11                   | 2                             |
| УКУПНО | 27                        | 72                            | 170                                  | 18                   | 41                            |
| Пол    | Финансијско посредовање   | Некретнине                    | Државна управа и одбрана             | Образовање           | Здравствени и социјални рад   |
| Мушки  | 2                         | 9                             | 25                                   | 17                   | 22                            |
| Женски | 2                         | 4                             | 11                                   | 46                   | 42                            |
| УКУПНО | 4                         | 13                            | 36                                   | 63                   | 64                            |
| Пол    | Остале услужне активности | Приватна домаћинства          | Екстериторијалне организације и тела | Непознато            | Непознато                     |
| Мушки  | 5                         | 0                             | 0                                    | 35                   | 35                            |
| Женски | 13                        | 1                             | 0                                    | 16                   | 16                            |
| УКУПНО | 18                        | 1                             | 0                                    | 51                   | 51                            |

## Галерија
- Гркокатоличка црква у Куцури
- Крст испред Гркокатоличке цркве
- Нова православна црква у Куцури
- Римокатоличка црква у Куцури
- Крст испред Римокатоличке цркве
- Центар Куцуре
- Главна улица у Куцури
- Дом културе
- Месна заједница
- Основна школа Братство јединство
- Пошта у Куцури
- Центар Куцуре